# Wainamoinen

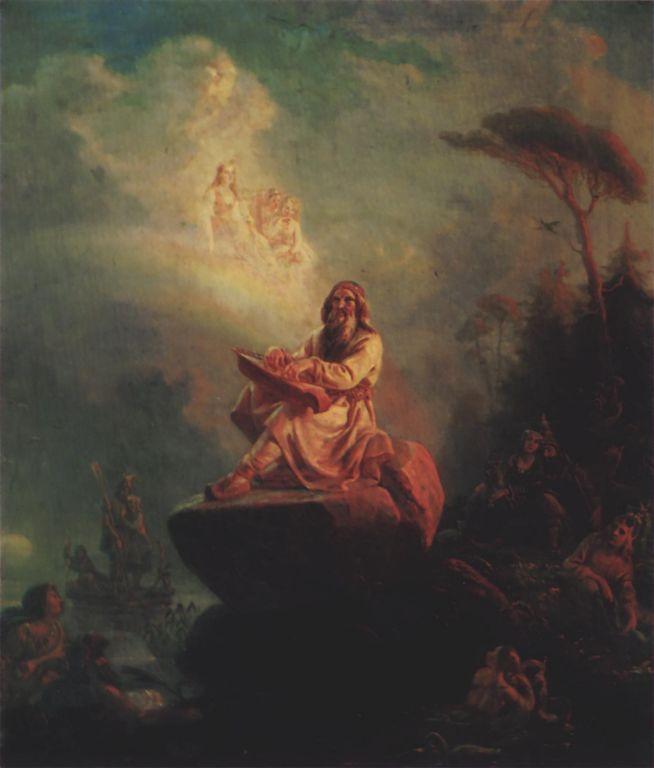
R.W Ekman: Väinämöinen

Väinämöinen (AFI: [ˈʋæinæˌmøinen]) é um semideus, um herói e o personagem central do folclore finlandês, personagem principal da epopeia nacional Kalevala. Seu nome vem da palavra finlandesa väinä, que significa algo como "grande e largo rio que corre". Väinämöinen é descrito como um velho e sábio homem, que possui uma potente e mágica voz.

## No folclore finlandês
A primeira menção ainda existente de Väinämöinen na literatura é na lista de deuses de Tavastia (província histórica da Finlândia), escrita por Mikael Agricola, em 1551. Ele e outros escritores descreveram Väinämöinen como um deus de cânticos, músicas e poesia; em muitas histórias, Väinämöinen é a figura central do nascimento do mundo. No poema épico nacional, Kalevala, conta-se a respeito de seu nascimento durante as primeiras partes do mito de criação. O mito tem também elementos comuns a outros mitos de criação, tais como o caos e o ovo cósmico.
No início, eram apenas as águas primordiais e o Céu. Mas o Céu também tinha uma filha, chamada Ilmatar. Um dia, buscando um lugar para repousar, Ilmatar submergiu nas águas, onde ela nadou e flutuou livremente por 700 anos, até notar um belo pássaro que buscava um lugar para pousa. Ilmatar ergueu seu joelho para que o pássaro pudesse pousar e assim ele o fez. O pássaro então botou seis ovos feitos de ouro e um feito de ferro. Conforme os ovos chocavam, Ilmatar foi acometida de um crescente calor. Eventualmente, ela começou a se queimar e acabou por mover sua perna, o que deslocou os ovos, que caíram nas águas. A terra começou a se formar na parte de baixo das cascas e na parte de cima o céu. As claras se tornaram a lua e as estrelas e as gemas viraram o Sol.
Ilmatar continuou flutuando pelas águas por várias centenas de anos, admirando o resultado daqueles eventos, mas ela não podia resistir ao desejo da criação. Suas pegadas se tornaram piscinas naturais para os peixes e apenas por apontar, ela começou a criar contornos na terra. Assim, Ilmatar criou o mundo e um dia, ela deu à luz Väinämöinen, o primeiro homem, cujo pai era o oceano. Väinämöinen nadou até encontrar terra firme, mas foi impedido de pisar nela. Assim ele pediu ao grande urso no céu por ajuda. Sampsa Pellervoinen, carregando sementes, veio em sua ajuda e Sampsa passou a semear plantas por toda a terra.
No conto do século XVII, recontado por Cristfried Ganander, Väinämöinen é filho de Kalevi, irmão de Ilmarinen.

## Na Kalevala

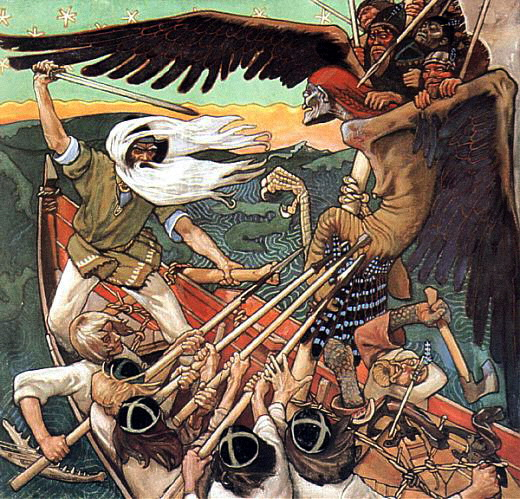
A Defesa de Sampo (1896) de Akseli Gallen-Kallela, mostrando Väinämöinen com uma espada, defendendo Sampo de Louhi.

No século XIV, alguns folcloristas, principalmente Elias Lönnrot, o escritor da Kalevala, contestava o passado mitológico de Väinämöinen, alegando que ele era um antigo herói ou xamã de grande influência, que teria vivido em algum momento do século IX. Lönnrot tornou Väinämöinen o filho da primitiva deusa Ilmatar, que ele mesmo criou, inclusive tendo inventado a história sobre o pássaro que botou os ovos em seu joelho.
Väinämöinen, ainda segundo Lönnrot, possuía uma sabedoria de eras desde seu nascimento, já que ele ficou no ventre da mãe por 730 anos, enquanto ela flutuava no oceano e a terra se formava. Depois de orar para o sol, a lua e para o grande urso (as estrelas da constelação da Ursa Maior), ele foi capaz de sair do ventre e vagar pelo oceano.
Väinämöinen é apresentado com um bardo eterno, que exerce ordem sobre o caos, tendo estabelecido as terras de Kalevi, onde muitos eventos da Kalevala ocorrem. Sua busca por uma esposa o leva para as terras de Kalevi, que entram em contato com um vizinho, primeiramente amigável e depois hostil, no norte, os Pohjola. O conflito culmina com a criação e o roubo de Sampo, um artefato mágico feito por Ilmarinen; há então uma busca subsequente para recuperá-lo, o que leva à uma batalha que acaba por partir Sampo em vários pedaços, que são dispersos pelo mundo, em locais desconhecidos.
Ele também é conhecido por uma voz mágica e poderosa, que transformou o impetuoso Joukahainen, seu rival, em um garotinho. Väinämöinen também mata um grande peixe, do qual ele se utiliza dos ossos para fazer uma mágica kantele.

No último poema da epopeia, Väinämöinen examina um bebê, filho da donzela Marjatta, que engravido depois de comer uma amora. Seu veredito é que o bebê, nascido sob condições tão estranhas, seja morto. O bebê, então com apenas duas semanas, rebate a decisão de Väinämöinen e o critica por diversas decisões, como o de permitir que a donzela Aino, irmã de Joukahainen, se afogasse. O bebê então é por fim batizado e nomeado rei de Kalevala. Derrotado, Väinämöinen vai para a beira do mar, onde canta para chamar para si um barco de cobre, com o qual ele navegada para os abismos mortais. Em suas últimas palavras, Väinämöinen promete que chegará um dia em que ele retornará, quando suas habilidades serão mais uma vez necessárias. 

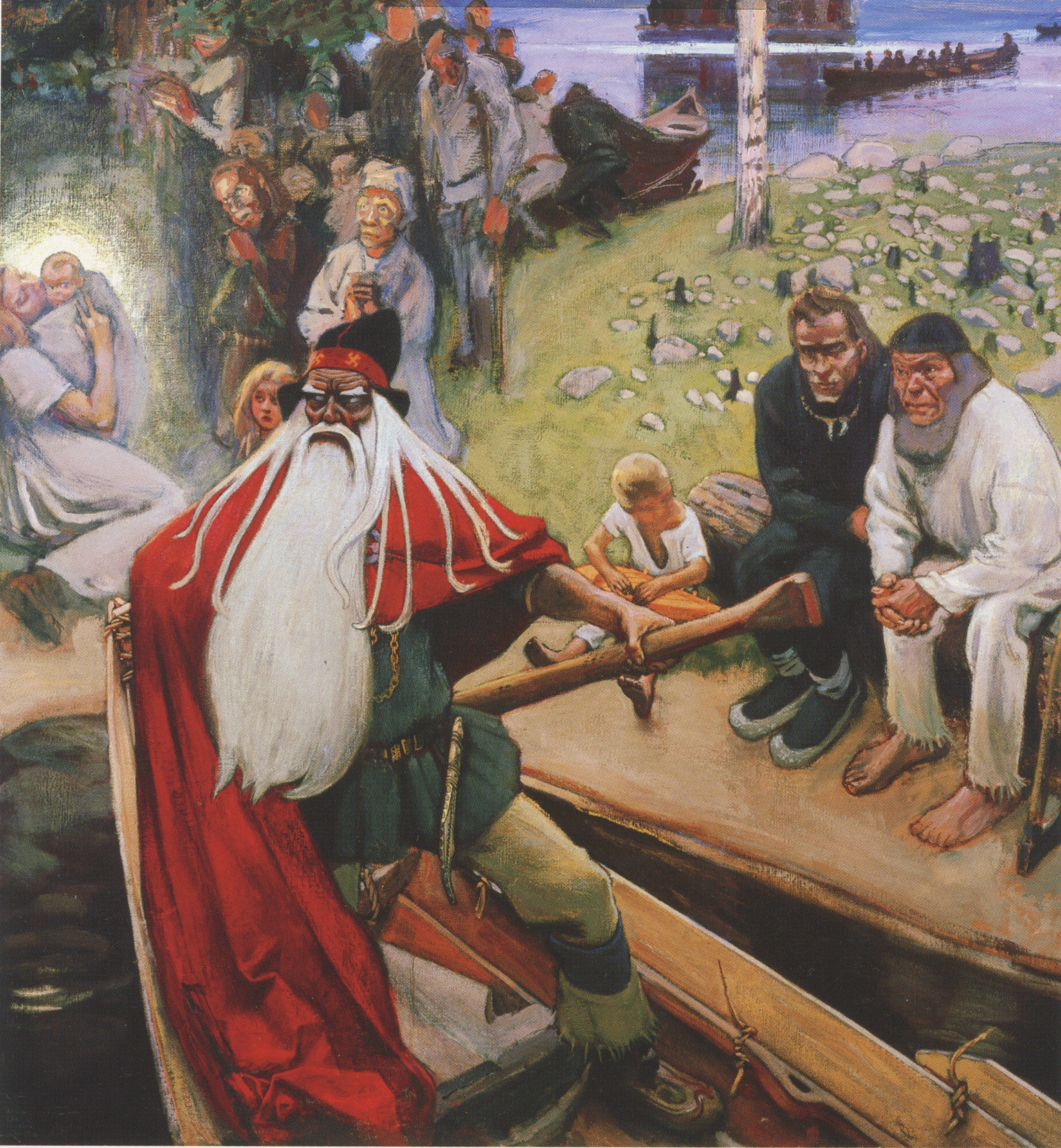
Akseli Gallen-Kallela: A partida de Väinämöinen

| “ | Deixe o tempo, os dias passarem e necessário novamente um dia serei, necessário eu serei, ansiado, procurado Para forjar a nova Sampo, para construir uma nova kantele para mover a nova lua, para mudar um novo dia. | ” |

O último poema ecoa a chegada do cristianismo à Finlândia e a subsequente queda dos cultos pagãos. É um tema bastante comum aos contos épicos, como no conto do Rei Artur, onde Artur declara uma promessa semelhante ao partir para Avalon.

## Väinämöinen em outras culturas
No épico nacional da Estônia, o Kalevipoeg, um herói similar é chamado de Vanemuine. Pela Escandinávia, Odin divide muitos atributos com Väinämöinen, como sua ligação com a poesia e a música.

### J. R. R. Tolkien
Väinämöinen foi identificado como sendo a fonte de Tolkien para a criação do mago Gandalf, em The Lord of the Rings. Outro personagem de Tolkien também tem diversas semelhanças com Väinämöinen: Tom Bombadil. Tal como o herói finlandês, ele é um dos mais poderosos seres do universo de Tolkien e são ambos antigos e seres naturais. Tanto Bombadil quanto Väinämöinen possuem poderes para a canção e para a sabedoria. Barbárvore e os Ent em geral foram todos sinonimizados como sendo inspirados na figura de Väinämöinen.